# Кир Јања (филм из 1963)
„Кир Јања“ је југословенски филм из 1963. године. Режирао га је Миодраг Седлар, а сценарио је написао Васа Поповић по истоименој комедији Јована Стерије Поповића.

## Улоге
| Глумац             | Улога           |
| ------------------ | --------------- |
| Станко Буханац     | Кир Дима        |
| Зоран Радмиловић   | Мишић (нотарош) |
| Жижа Стојановић    | Јуца (супруга)  |
| Михајло Викторовић | Кир Јања        |
| Бранка Зорић       | Катица          |
| Милорад Миша Волић | Петар (слуга)   |